# Isopyrum
- Commons
- Wikispecies

Isopyrum é um gênero botânico da família Ranunculaceae, nativo da Eurásia.

## Sinonímia
- Paropyrum Ulbr.

## Espécies
- Isopyrum adiantifolium
- Isopyrum adoxoides
- Isopyrum album
- Isopyrum anemonoides
- Isopyrum aquilegioides
- Isopyrum thalictroides
- Lista completa

## Classificação do gênero
| Sistema | Classificação                      | Referência               |
| ------- | ---------------------------------- | ------------------------ |
| Linné   | Classe Polyandria, ordem Polygynia | Species plantarum (1753) |